# Сердар Гюрлер
Сердар Гюрлер (тур. Serdar Gürler, 14 вересня 1991, Агено) — турецький футболіст, нападник клубу «Істанбул Башакшехір».
Виступав, зокрема, за клуби «Сошо» та «Елязигспор», а також другу збірну Туреччини.

## Клубна кар'єра
Народився 14 вересня 1991 року в французькому місті Агено в родині турків. Вихованець футбольної школи клубу «Сошо». Дорослу футбольну кар'єру розпочав 2009 року в основній команді того ж клубу, в якій провів три сезони, проте взяв участь лише у 2 матчах чемпіонату.
Влітку 2012 року повернувся на історичну батьківщину, підписавши контракт з турецьким «Елязигспором». Відіграв за команду з Елязига наступні два сезони своєї ігрової кар'єри. Більшість часу, проведеного у складі «Елязигспора», був основним гравцем атакувальної ланки команди.
До складу клубу «Трабзонспор» приєднався влітку 2014 року разом зі своїм одноклубником Денізом Їлмазом. Відтоді встиг відіграти за команду з Трабзона 1 матч в національному чемпіонаті.

## Виступи за збірні
2008 року дебютував у складі юнацької збірної Туреччини, взяв участь у 10 іграх на юнацькому рівні, відзначившись 3 забитими голами.
2010 року залучався до складу молодіжної збірної Туреччини. На молодіжному рівні зіграв у 3 офіційних матчах.
2013 року провів один матч у складі другої збірної Туреччини, в якому забив гол у ворота естонців.